# Кительское месторождение альмандинов
Кительское месторождение альмандинов — месторождение граната (альмандина) в Питкярантском районе Республики Карелия, на левом берегу реки Сюскюянйоки, в 1 км от деревни Кителя.

## Описание
Месторождение локализовано в северном обрамлении Мурсульского и Койринойско-Питкярантского гранитно-гнейсовых куполов и приурочено к толще слюдяных сланцев ладожской серии. Породы содержат кристаллы граната размером от 0,5 до 2,5 см в количестве до 20 %. Экземпляры размером 1,0−1,5 см часто имеют участки ограночного качества, отдельные кристаллы размером 0,5−0,7 см бывают полностью бездефектными.
По составу гранат относится к пироп-альмандиновому ряду с небольшим содержанием спессартинового компонента. Зёрна имеют форму ромбододекаэдра, округлую, иногда тетрагонтриоктаэдра. Кристаллы тёмно-малинового, вишнёво-красного цвета. Поверхность кристаллов неровная, шероховатая.

## История
В XVI веке жители деревни Кителя первыми обратили внимание на странные камешки тёмно-красного цвета, которые появлялись из земли во время вспашки полей.
Н. Я. Озерецковский. «Путешествие по озерам Ладожскому и Онежскому»:

Мѣсто сїе примѣчанїя достойно по гранатамъ, которые тамъ во множестве находятся. Камни сїи величиною попадаются близъ небольшаго Грецкаго орѣха, и малыя рабята собираютъ ихъ на полѣ, когда крестьяне пашутъ свою землю, изъ которой сохою вырываются они наружу; но гнѣздо ихъ находится въ Тальковомъ камнѣ, Киделя Киви Каллїо там называемомъ, которой въ лѣсу отъ селенїя неболѣе какъ на версту, и въ ровень почти съ поверхностїю земли обширно распростирается.
В первой половине XVI века жители Кителя продавали альмандины русским купцам из Москвы, Олонца, Твери, Тихвина. После захвата в 1580 году Корельского уезда, Шведская Империя заинтересовалась кительскими самоцветами, приняв их за ценные рубины. В октябре 1583 года по приказу Юхана III в Кителя был послан военный отряд, с целью добычи самоцветов для шведской казны. Спустя некоторое время в Стокгольм были отправлены первые две бочки «корельских рубинов».
В конце XVIII века, в связи с развитием в России науки о минералах, кительские самоцветы были определены как разновидность граната. Из-за того, что цена на гранаты была значительно ниже, чем цена рубинов, добыча на месторождении больше не проводилась.
В Национальном музее Швеции в Стокгольме хранится несколько самоцветов-гранатов, добытых в Кителя.